# Alfons Hoppenbrouwers
Alfons Hoppenbrouwers (Antwerpen 1930 - Brussel 2001) was een Vlaams architect, kunstschilder en architectuurdocent.

## Opleiding
Alfons Hoppenbrouwers was lid van de congregatie van de Broeders van de Christelijke Scholen, die aan de wieg stond van de Sint-Lucasscholen in België. Geheel in de geest van deze congregatie behaalde hij eerst een pedagogisch diploma: regent.
Later studeerde hij aan de Gentse Sint-Lucasschool, sedert 2012 onderdeel van LUCA School of Arts. Vandaar maakte hij de overstap naar de Katholieke Universiteit Leuven, waar hij afstudeerde als ingenieur-architect. Daarna behaalde hij ook nog het diploma stedenbouwkundige te Gent.

## Docentschap
In 1957 richtte hij de kunsthumaniora te Schaarbeek op.
Vanaf 1957 gaf hij les aan de architectenschool in Schaarbeek. Mede dankzij zijn didactische kwaliteiten (uit zijn regentenopleiding), kwam ook zijn visie op architectuur en samenleving bij meerdere lichtingen Vlaamse architecten. Onder meer Vlaams Bouwmeester Peter Swinnen erkent in hem een groot leermeester. In 1980 werd hij directeur van de instelling en richtte er de afdeling stedenbouw op.
Het Sint-Lukasarchief werd door hem in 1971 opgericht, waaraan hij tot zijn dood verbonden bleef.

## Als architect
Alfons Hoppenbrouwers werd als architect beïnvloed door De Stijl, Le Corbusier, het constructivisme en het modernisme. Sommigen rekenen zijn werk tot het brutalisme, vanwege het gebruik van constructie-elementen (beton) als vormgeving. Zijn ontwerp moest vooral bijdragen tot ontmoetingskansen voor mensen. Belangrijke voorbeelden hiervan zijn daarom scholen, culturele centra, kerken, naast enkele privé-woningen. 
Enkele voorbeelden:
- Filip Neri middenschool te Houthalen
- Sport- en cultuurcentrum Dommelhof te Neerpelt
- Parochiekerk Onze-Lieve-Vrouw van Altijddurende Bijstand in Deurne bij Antwerpen
- Cultureel centrum Westrand te Dilbeek